# Eberhard Schneider
Eberhard Schneider (* 29. August 1941 in Großenhain in Sachsen) ist ein deutscher Politikwissenschaftler und Osteuropaexperte.

## Leben
Schneider besuchte von 1947 bis 1955 die Grundschule in Großenhain, von 1955 bis 1958 die Pestalozzi-Oberschule in Großenhain. Schneider opponierte im Unterricht sowie in Leserbriefen an Redaktionen von DDR-Rundfunksendungen gegen die marxistisch-leninistische Ideologie und zeigte deren innere Widersprüchlichkeit auf. Einen Anwerbungsversuch des Ministeriums für Staatssicherheit wies er zurück. Wegen seines Austritts aus der kommunistischen Jugendorganisation „Freie Deutsche Jugend“ (FDJ) wurde er im Februar 1958 von der Schule relegiert und durfte in der DDR keine Schule mehr besuchen. Schneider begründete seinen Austritt aus der FDJ schriftlich mit der Ablehnung der marxistisch-leninistischen Weltanschauung der Jugendorganisation.  Es folgten Verhöre bei der Volkspolizei, ihm wurde der Personalausweis abgenommen, so dass er seinen Wohnort nicht mehr verlassen durfte. Die „Sächsische Zeitung“, die offizielle SED-Zeitung des Bezirks Dresden, schrieb einen Artikel unter Namensnennung gegen ihn.  Ohne Namensnennung kritisierte der stellvertretende Direktor seiner Schule im kommunistischen Zentralorgan „Neues Deutschland“ Schneider.
Am 12. August 1958 gelang Schneider auf Umwegen allein die Flucht in die Bundesrepublik. 
Von September 1958 bis April 1961 besuchte er das Aufbaugymnasium in Rüthen in Westfalen und legte dort sein Abitur ab. Anschließend studierte er Politikwissenschaft, Philosophie und Theologie an der FU Berlin und der Universität München. 1965 erhielt er den Lic. phil. in Philosophie an der Philosophischen Hochschule in München mit der Lizenziatsarbeit „Dialektik im untergeistigen Bereich? Versuch einer kritischen Darstellung der materialistischen Dialektik nach dem gegenwärtigen Stand“. 1970 wurde er in Philosophie an der Universität München mit der Dissertation „’Einheit’ und ‚Gegensatz’ in der Sowjetphilosophie. Über das Hauptgesetz der materialistischen Dialektik“ zum Dr. phil promoviert. 1992 folgte die Habilitation in Politikwissenschaft an der Universität Hamburg mit der Habilitationsschrift „Die politische Funktionselite der DDR. Eine empirische Studie zur SED-Nomenklatura“. 
Von 1966 bis 1970 war er am Institute for the Study of the USSR in München tätig, das bis zu dessen Auflösung 1971 zum Radio Liberty Committee in Washington gehörte. Von 1971 bis Mitte 1976 war Schneider Osteuropa-Referent im Internationalen Institut für Politik und Wirtschaft „Haus Rissen“ in Hamburg. In jenen Jahren veranstaltete „Haus Rissen“ regelmäßig Konferenzen und führte politische Gespräche mit wichtigen politischen Vertretern der DDR und der UdSSR im Auftrag der Bundesregierung. In diese inoffiziellen Sondierungen – teilweise in Ost-Berlin und in Moskau – war Schneider maßgeblich eingebunden. Von 1971 bis 1976 hatte er einen Lehrauftrag für Politikwissenschaft an der Universität Hamburg. Von Mitte 1976 bis 2000 war er im Bundesinstitut für ostwissenschaftliche und internationale Studien  (BIOst) in Köln tätig, das die Aufgabe der Politikberatung der Bundesregierung und des Deutschen Bundestags hatte. Ende 2000 wurde das BIOst von der Bundesregierung aufgelöst.
Im Frühjahr 1982 prognostizierte Schneider als Ergebnis seiner empirischen Studie über die sowjetische Elite, dass der damalige KGB-Chef Jurij Andropow Nachfolger von KPdSU-Generalsekretär Leonid Breschnew sein wird, was nach dessen Tod im November 1982 auch geschah.  Im Januar 1984 prognostizierte Schneider, dass der relativ junge Michail Gorbatschow der Nachfolger Andropows sein wird, dass aber die Politbüro-Mitglieder vorher noch den wesentlich älteren Konstantin Tschernenko zum Parteichef machen werden, was bezüglich Tschernenkos im Februar 1984 und bezüglich Gorbatschows im März 1985 geschah.
Von 1993 bis 1998 war Schneider Privatdozent für Politikwissenschaft an der Universität Siegen. Von September bis Dezember 1994 war Schneider bei der Gründung der damals von der Präsidialadmistration vorgesehenen russischen Machtpartei programmberatend tätig.  Von 1996 bis 2004 war er als Korrespondent beim Russischen Außenministerium akkreditiert.  1998 wurde er außerplanmäßiger Professor für Politikwissenschaft an der Universität Siegen.  Von 2000 bis August 2006 setzte er die Politikberatung am „Deutschen Institut für Internationale Politik und Sicherheit“ der Stiftung Wissenschaft und Politik (SWP) in Berlin fort, die dem Bundeskanzleramt zugeordnet ist.
Seit 2004 ist Schneider Advisory Board Member of the EU-Russia Centre in Brüssel. Im Mai 2004 hielt er Gastvorlesungen an der Staatlichen Universität - Hochschule für Wirtschaft in Moskau über die Europäische Union. Seit 2009 analysiert er monatlich die  russische Innenpolitik für die Mitglieder des Deutsch-Russischen Forums. Seit 2010 ist er Experte des West-Ost-Instituts Berlin und Mitglied des Advisory Boards der Zeitschrift „West-Ost-Report“, Berlin.
Bei aktuellen Entwicklungen in Russland gibt er regelmäßig Interviews in N24, Deutsche Welle, BBC und im Ersten Russischen Fernsehprogramm sowie in den russischen Rundfunkstationen „Echo Moskwy“ und „Golos Rossii“.

## Mitgliedschaften
Er ist Mitglied der International Political Science Association (IPSA), des Deutsch-Russischen Forums und der Deutschen Gesellschaft für Osteuropakunde.

## Veröffentlichungen
Schneider verfasste zehn Bücher und über hundert Aufsätze in deutschen, russischen, amerikanischen, britischen, spanischen, italienischen und niederländischen Zeitschriften sowie in Sammelbänden.

## Schriften
- Die DDR. Geschichte, Politik, Wirtschaft, Gesellschaft. Stuttgart, 1. Aufl. 1975, 5. Aufl. 1980 [In Englisch: The GDR. The History, Politics, Economy and Society of East Germany, London 1976].
- SED - Programm und Statut von 1976. Text, Kommentar, Didaktische Hilfen. Opladen 1977.
- „Einheit“ und „Gegensatz“ in der Sowjetphilosophie. Über das Hauptgesetz der materialistischen Dialektik. Köln 1978 (Dissertation).
- Breschnews neue Sowjet-Verfassung. Kommentar mit den Texten der UdSSR-Grundgesetze von Lenin über Stalin bis heute. Stuttgart 1978.
- Die Sowjetunion heute. Aktuelle politische, soziale und wirtschaftliche Probleme der UdSSR. Frankfurt/Main, 1982.
- Moskaus Leitlinie für das Jahr 2000. Neufassung von Programm und Statut der KPdSU. München 1987.
- Die politische Funktionselite der DDR. Eine empirische Studie zur SED-Nomenklatura. Opladen 1994 (Habilitationsschrift).
- Russland auf Demokratiekurs? Neue Parteien, Bewegungen und Gewerkschaften in Russland, Ukraine und Weißrussland. Köln 1994.
- Das politische System der Russischen Föderation. Eine Einführung. 2., aktualisierte und erweiterte Aufl. Opladen/Wiesbaden 2001 (Russische Ausgabe: Političeskaja sistema Rossijskoj Federacii. Moskau 2002).
- Das politische System der Ukraine. Eine Einführung. Wiesbaden 2005.